# 부젠시
부젠시(일본어: 豊前市)는 일본 후쿠오카현 동부에 있는 시이다.

## 지리
후쿠오카현 동부, 게이치쿠 지역 남부에 위치하고 유쿠하시시와 나카쓰시의 거의 중간에 위치한다. 남부에는 구보테산이나 이누가타케 등 산들이 속하는 쓰쿠시 산지가 늘어서 있다. 또 북부는 스오나다(세토 내해)와 접하기 때문에 어업이 활발하다. 덧붙여 날씨가 좋은 날에는 바다 건너 야마구치현이 보이는 경우도 있다.
시 남부에는 구보테산 등 산지가 많아 자연이 풍부하고 이 주변에는 용수도 많다. 특히 남서부의 하타 지구에 있는 "하타 냉천"은 후쿠오카현 내에서도 유명한 명수(名水) 중 하나로 타지에서도 많은 사람들이 방문한다. 그 밖에도 시내에 명수가 많다.
기후는 세토 내해식 기후로 연중 온난하고 강수량도 규슈 지방에서는 적다. 겨울철은 동해측 기후의 영향도 받기 때문에 구름이 많은 날씨가 자주 있고 한겨울에 몇 차례 눈이 쌓이는 일이 있다.

## 인접하는 자치체
- 지쿠조군
  - 지쿠조정
  - 요시토미정
  - 고게정
- 오이타현
  - 나카쓰시

## 역사
- 1889년 4월 1일 - 정촌제 시행으로 다음의 정촌이 설치되었다.
  - 고겐군 2정 7촌 - 하치야정, 우노시마정, 요코타케촌, 야마다촌, 지즈카촌, 미케카도촌, 구로쓰치촌, 고가와촌, 이와야촌
  - 쓰이키군 1촌 - 스다촌
- 1935년 4월 1일 - 우노시마정·하치야정이 대등 합병해 새로운 하치야정이 되었다.
- 1955년 4월 10일 - 하치야정, 스다촌, 야마다촌, 미케카도촌, 구로쓰치촌, 지즈카촌, 요코타케촌, 고가와촌, 이와야촌 등 9개 정·촌이 합병해 우노시마시가 탄생하였다.
- 1955년 4월 14일 - 우노시마시를 부젠시로 개칭하였다.

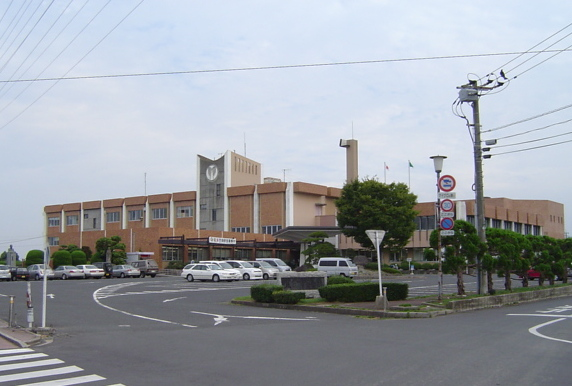
부젠시청

## 교통
철도
- 규슈 여객철도 닛포 본선

도로
- 국도 10호선